# Florence Carpenter Ives
Pour les articles homonymes, voir Carpenter et Ives.
Florence Carpenter Ives, née le 10 mars 1854 et morte le 20 décembre 1900, est une journaliste américaine.

## Jeunesse et éducation
Florence Trumbull Carpenter naît le 10 mars 1854 à New York. Elle est la fille de l'artiste Francis Bicknell Carpenter. La position de son père dans le monde littéraire et artistique et sa propre beauté ont fait d'elle l'une des favorites des cercles intellectuels de la ville de New York.

## Carrière
Le 12 mai 1877, peu après avoir obtenu son diplôme du Rutgers Female College, elle épouse Albert Chester Ives, un journaliste de New York, alors en poste à Londres en Angleterre, où leur maison est pendant plusieurs années l'un des centres d'attraction pour les Américains et les Anglais. Ils vivent pendant plusieurs années de la même manière à Paris en France, et passent également du temps à Dresde et à Dublin. Leur fils, Emerson Ives, naît en 1882, au cours d'une année passée aux États-Unis.
En 1887, après son retour à New York, Ives fait ses premières tentatives dans la presse. Son premier poste est celui d'ouvrière générale à la Press, où elle accomplit diverses tâches, notamment la critique d'art, les nouvelles de la société, les modes, les ragots et les articles sur les femmes. Son travail s'est finalement installé dans celui de rédactrice littéraire, lieu qu'elle a occupé aussi longtemps que son lien avec le journal a duré. En 1891, elle élargit son champ de travail afin d'inclure plusieurs des principaux journaux de New York, ses articles sur des sujets d'intérêt important et permanent parus dans Sun,Tribune, World, le Herald et d'autres revues. Elle devient rédactrice en chef du département des femmes du Metropolitan and Rural Home.
Avec l'ouverture du travail exécutif pour l'Exposition universelle de 1893, elle est chargée du travail de presse envoyé par le conseil général des gérants aux journaux de New York. Quelques mois plus tard, elle est nommée par le conseil d'administration de l'Exposition universelle de l'État de New York au poste de greffière en chef du conseil d'administration féminin de cet État. Ce poste l'oblige à déménager à Albany et à se retirer temporairement de la presse active à New York, bien qu'elle ait conservé certains de ses liens avec la presse.
Elle meurt le 20 décembre 1900 à Quaker Hill, dans le comté de Dutchess, à New York. L'inhumation a lieu à Homer, New York.